# فرنسيسكو دي بورخا
فرنسيسكو دي بورخا (بالإسبانية: Francisco de Borja)‏ هو دبلوماسي إسباني، ولد في 1441 في شاطبة في إسبانيا، وتوفي في 4 نوفمبر 1511 في ريدجو إميليا في إيطاليا.